# Joseph Lopy
Joseph Romeric Lopy (* 15. März 1992 in Ziguinchor) ist ein senegalesischer Fußballspieler.

## Karriere

### Verein
Lopy spielte in der Jugendakademie des Diambars FC, bevor er 2011 nach Frankreich ging. Seine erste Station im Seniorenbereich war der FC Sochaux, für den er sowohl in der Ligue 1 und nach dem Abstieg 2014 in der Ligue 2 als auch in der zweiten Mannschaft eingesetzt wurde. Seinen ersten Einsatz im Profibereich hatte Lopy am 16. Oktober 2011 bei der 0:3-Niederlage gegen den FC Valenciennes.
Nachdem sein Vertrag 2015 nicht verlängert worden war, unterschrieb er nach längerer Vereinslosigkeit bis Saisonende bei dem Drittligisten US Boulogne. Zur Saison 2016/17 verpflichtete ihn Clermont Foot für eine Spielzeit. Anschließend schloss er sich dem Ligakonkurrenten US Orléans an. Nach dem Abstieg von Orléans aus der Ligue 2 am Ende der Saison 2019/20 kehrte Lopy zu seinem Ausbildungsverein FC Sochaux-Montbéliard zurück, bei dem er einen Dreijahresvertrag unterschrieb.
Im Januar 2023 verpflichtete ihn Nîmes Olympique bis Saisonende, im Juli 2023 folgte ein Zweijahresvertrag bei Angers SCO. Anfang Februar 2025 löste Lopy seinen Vertrag in Angers einvernehmlich auf, um bis Saisonende zum Pau FC zu wechseln. Seit dem 1. Juli 2025 ist er vereinslos.

### Nationalmannschaft
Im Rahmen des Qualifikationsturniers für die Olympischen Spiele 2012 in London bestritt Lopy drei Spiele für die senegalesische U-23-Mannschaft. Für das olympische Fußballturnier wurde er jedoch nicht nominiert.
Lopy debütierte am 9. Oktober 2020 bei der 1:3-Niederlage in einem Freundschaftsspiel gegen Marokko in der senegalesischen Nationalmannschaft. Nach der erfolgreichen Qualifikation für den Afrika-Cup 2022 wurde er in den senegalesischen Kader berufen. Im Turnier wurde er im Vorrundenspiel gegen Guinea in der 81. Spielminute für Boulaye Dia sowie im Achtelfinalspiel gegen Kap Verde in der 82. Spielminute für Pape Gueye eingewechselt. Der Senegal gewann den Afrika-Cup nach Elfmeterschießen gegen Ägypten.

## Erfolge
- Afrikameister: 2022